# جورو
جورو بلدية في ولاية ماتو غروسو في المنطقة الوسطى الغربية من البرازيل.